# Африканска смарагдена кукувица
Африканска смарагдена кукувица (Chrysococcyx cupreus) е вид птица от семейство Cuculidae.

## Разпространение
Видът е разпространен в Ангола, Ботсвана, Бурунди, Габон, Гана, Гвинея, Гвинея-Бисау, Екваториална Гвинея, Еритрея, Етиопия, Замбия, Зимбабве, Камерун, Република Конго, Демократична република Конго, Кот д'Ивоар, Кения, Либерия, Малави, Мали, Мозамбик, Намибия, Нигерия, Руанда, Сао Томе и Принсипи, Сиера Леоне, Судан, Свазиленд, Танзания, Того, Уганда, Централноафриканската република, Южна Африка и Южен Судан.